# Audrey Le Morvan
Audrey Le Morvan est une pongiste handisport française née le 5 octobre 1987 à Lannion.

## Carrière
Elle commence le tennis de table à l'âge de 8 ans, d'abord dans un club valide puis en handisport à 12 ans dans un club handisport.
Elle participe à son premier championnat d'Europe de tennis de table handisport à Zagreb (Croatie) en 2003.
Aux Jeux paralympiques d'été de 2004 à Pékin ainsi qu'aux Jeux olympiques d'été de 2008, elle est médaillée de bronze par équipe. 
Lors des Jeux Paralympiques de Londres de 2012, elle termine 4ème par équipe.
Elle termine sa carrière internationale en 2013 lors des championnats d'Europe à Lignano (Italie).

## Palmarès

### Jeux Paralympiques
Elle a participé à 3 éditions des Jeux Paralympiques
- Médaillée de bronze par équipe en 2004
- Médaillée de bronze par équipe en 2008
- 4ème par équipe en 2012

### Championnat du Monde
- Médaillée de bronze en simple (classe 10) en 2006
- Médaillée de bronze par équipe en 2006

### Championnat d'Europe
- Médaillée de bronze par équipe en 2003
- Médaillée de bronze par équipe en 2005
- Médaillée de bronze en simple (classe 10) en 2005
- Médaillée d'argent en simple (classe 10) en 2007
- Médaillée de bronze par équipe en 2011
- Médaillée de bronze par équipe en 2013

### Championnat de France
- Championne de France en 2012 et 2013